# Кирога
Кирога (на испански: Comarca de Quiroga; на галисийски: Quiroga) е район (комарка) в Испания, част от провинция Луго на автономната област Галисия. Населението е около 6800 души.

## Общини в района
- Фолгосо де Каурел
- Кирога
- Рибас де Сил